# 乌鲁木齐西路街道
乌鲁木齐西路街道，是中华人民共和国新疆维吾尔自治区伊犁哈萨克自治州奎屯市下辖的一个乡镇级行政单位。

## 行政区划
乌鲁木齐西路街道下辖以下地区：
金波园社区、绿洲社区、五公里社区、闻莺园社区和鹏程园社区。